# Scelidosaurus
Unul dintre primii dinozauri ornithischiani, Scelidosaurus pare să fi fost o formă de început a stegozaurilor. Avea un cap mic, un cioc fără dinți și dinți mici în partea din spate a maxilarelor. Corpul lui greu era acoperit cu plăci osoase, punctate cu șiruri de țepi care se întindeau de la gât la coadă.
În serialul de animație Harry și găletușa sa plină cu Dinozauri, apare un Scelidosaurus fictiv pe nume Sid.